# Olsenbandens siste bedrifter
Olsenbandens siste bedrifter, deutscher Festivaltitel: Die letzten Taten der Olsenbande, ist der sechste Film aus der Filmreihe der Olsenbande (Norwegen). Die norwegische Kriminalkomödie ist ein Film von Knut Bohwim und eine  Neuverfilmung des dänischen Filmes Der (voraussichtlich) letzte Streich der Olsenbande aus der Filmreihe zur Olsenbande und hatte in Norwegen am 7. August 1975 seine Premiere.

## Handlung

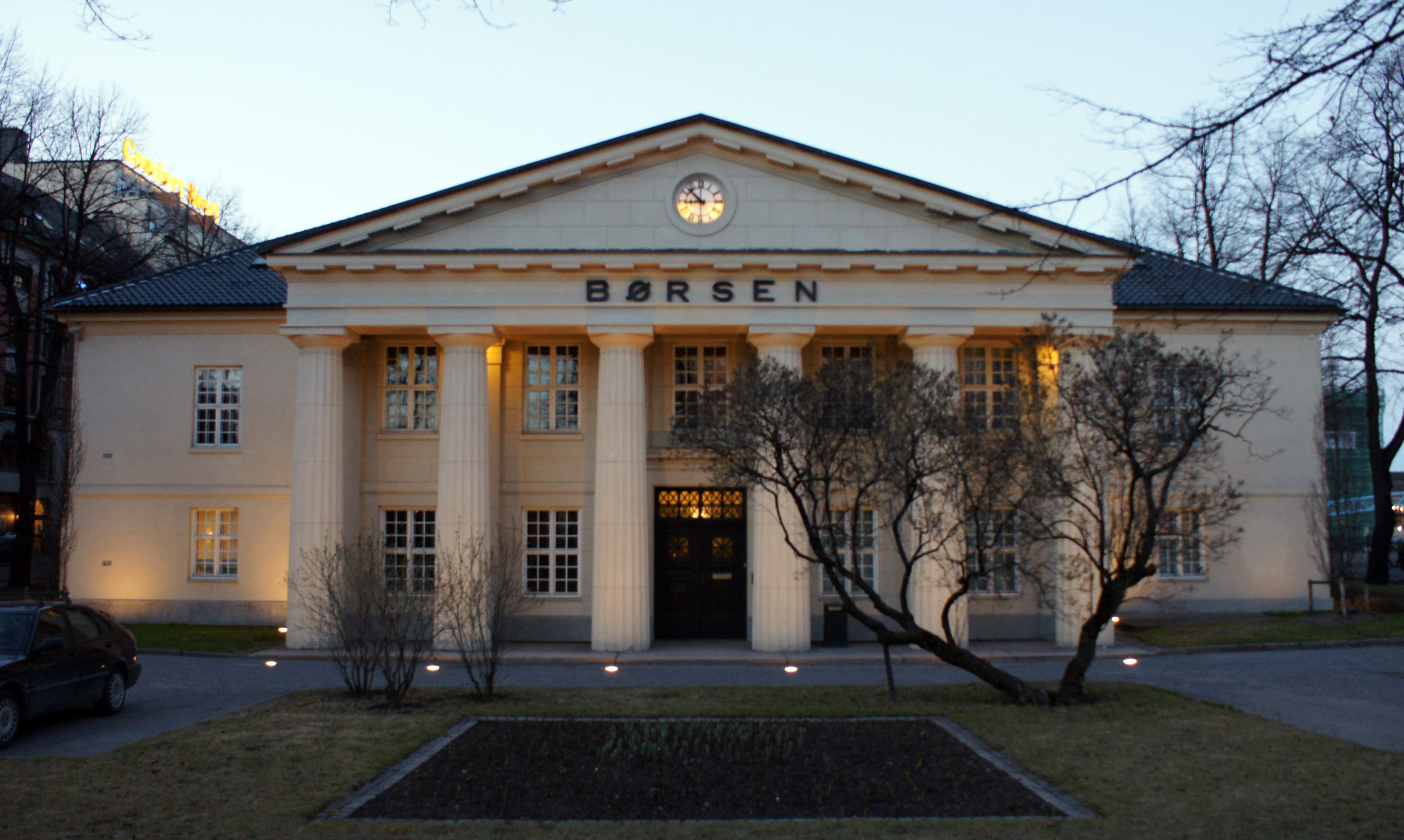
In der Osloer Börse werden die Diamanten übergeben

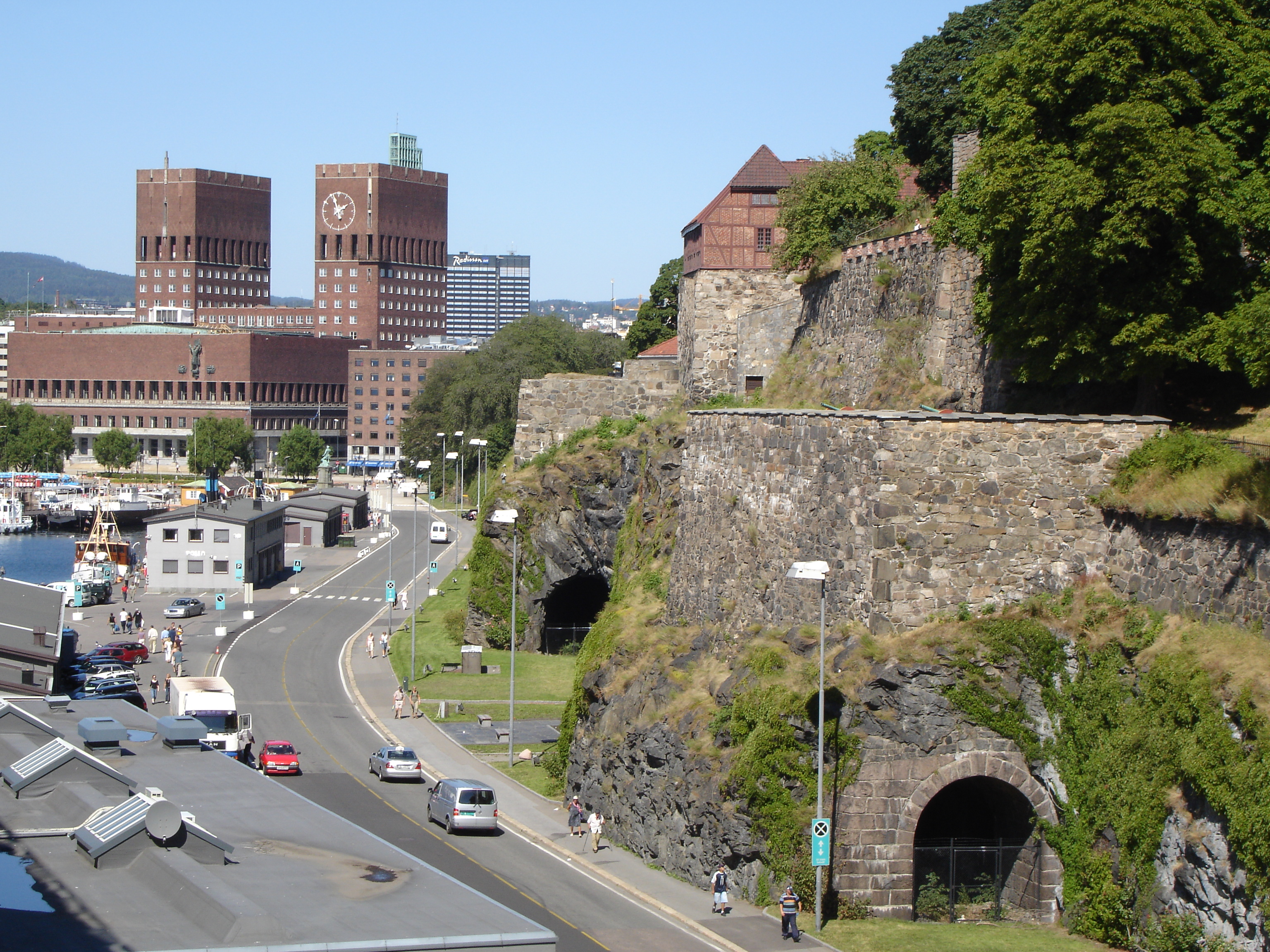
Vom Dach des Osloer Rathauses gibt Valborg der Olsenbande mit Hilfe von Luftballons ein Signal.

Egon, Benny sowie Kjell mit seiner Familie sind nach ihren letzten Abenteuern in Norwegen zwar sicher in Spanien angekommen, haben jedoch nicht mehr viel Geld. Sie verfügen nur noch über einen kläglichen Rest von 500 $, müssen aber auch noch ihre Rechnungen zu ihrem bisher genossenen Urlaub und Luxus in Mallorca bezahlen. Egon hat aber schon einen Plan, um wieder an etwas mehr Geld zu kommen: Sie wollen sich das Geld des norwegischen Restaurantbesitzers „Schweine-Hansen“ stehlen. Dieser betreibt ein Großrestaurant in Mallorca, für norwegische, dänische und schwedische Touristen und veranstaltet für diese Zielgruppe rustikale Grillparty mit Schwein am Spieß. Einen Tag nach solch einer Veranstaltung hält Olsen für den günstigsten Moment, da dann die Kassen immer voll sind. Die Olsenbande versucht nun so den Tresor des wohlhabenden norwegischen Restaurantbesitzers „Schweine-Hansen“ zu knacken. Valborg vermasselt den Coup allerdings. Zu Kjells Leid, hat sie sich auf Mallorca mit zwei Spaniern angefreundet, die Valborg unbedingt Egon vorstellen will, während dieser im Haus von Schweine-Hansen gerade den Tresor öffnet. Es stellt heraus, dass Valborgs Verehrer in Wirklichkeit spanische Polizisten sind. Egon wird so auf frischer Tat ertappt, verhaftet und zurück nach Norwegen überführt.
Nach seiner Haftentlassung wird Egon zum Erstaunen von Kjell und Benny von einer großen Limousine vom Gefängnis abgeholt und tut so, als würde er sie nicht kennen. Wie sich herausstellt, hat er während seiner Haft Kontakt zu dem nach außen hin seriösen Geschäftsmann Holm-Hansen jr. hergestellt. Er lädt Egon zu einem Essen ins Osloer Grand-Hotel ein und stellt ihm dort seinen Plan vor. Holm-Hansen hat von Egons Meisterschaft im Öffnen von Franz-Jäger-Tresoren erfahren und engagiert ihn daher für das Aufbrechen eines Geldschrankes, den sein kurz zuvor verstorbener Geschäftspartner in einer Schweizer Villa hinterlassen hat. Dazu soll sich Egon am Osloer Flughafen, mit Hr. Ziegelhofer, dem Schweizer Verbindungsmann von Holm-Hansen treffen, der ihn dann zu der besagten Schweizer Villa begleitet. Zuvor darf Egon noch einen Tag im Grand-Hotel sich erholen, wo ihn auch noch Benny und Kjell, die ihn dort aufsuchen, schroff abserviert. Aber auch Egons Auftraggeber, der windige Geschäftsmann Holm-Hansen jr. will Egon nicht die versprochenen 25 % vom Wert der Beute geben. Als Olsen mit den Schweizer Verbindungsmann Hr. Ziegelhofer in der Schweiz angekommen ist, meistert Egon die ihm gestellte Aufgabe mit Bravour. Zu Egons Entsetzen löst der Verbindungsmann nach verrichteter Arbeit in der Villa der Alarm aus,  wird von ihm alleine zurückgelassen und damit auch der Polizei ausgeliefert. Im letzten Moment kann er jedoch fliehen und sich mit einem Zug von Zürich-Kopenhagen-Oslo als blinder Passagier nach Norwegen durchschlagen, wo er zu Kjell und Benny zurückkehrt. Benny und Kjell kommen gerade, ebenso wenig erfolgreich, von einem kleinen Fischzug zurück, wo sie alleine in Egons Abwesenheit im Osloer Hauptbahnhof aus einem Foto-Automaten ein paar Øre gestohlen hatten. Sie sind daher ganz Ohr für Olsens neue Pläne. Sein Ziel ist es, an Holm-Hansen jr. Rache für den Bruch der Abmachungen zu üben und sich die Beute wiederzuholen. Bei dem Inhalt des Tresors handelte es sich um nichts Geringeres als die seit Jahrzehnten weltweit gesuchten Bedford-Diamanten, die Holm-Hansen nun für 15 Millionen Dollar bzw. 70 Millionen Kronen an einen arabischen Ölscheich verkauft. Nach der erfolgreichen Transaktion mit Holm-Hansen in der Osloer Börse, will der Ölscheich zum Flughafen von der Polizei eskortiert, in seine arabische Heimat. Die Polizei mit Hermansen und Holm erfahren auch von dem Einbruch in der Schweiz und dürfen nichts unternehmen, obwohl die Spur direkt nach Norwegen führt, sondern müssen den illegalen Handel durch ihren Polizeischutz unterstützen.
Egon Plan sieht vor: Valgborg soll sich in das Osloer Rathaus einschleichen und von dessen Dach mit losgelassenen Luftballons signalisieren, wenn der Ölscheich und Holm-Hansen in der Osloer Börse ihr Geschäft abgeschlossen haben, was mit einem Fernglas beobachtet. Kjell und sein Sohn Basse treten mit ihren gestohlenen Uniformen als Rangier-Eisenbahner auf und blockieren mit einer „ausgeborgten“ Lok, die Fahrt-Route des Scheiches an einer Kreuzung zum Osloer Flughafen. Egon und Benny fahren mit einem ebenfalls ausgeliehenen Bus, an das Begleitfahrzeug Scheiches heran und holen sich dort Bedfort-Diamanten heraus. Der Olsenbande gelingt es so, präzise nach Egons Plan, die Juwelen aus dem Wagen des Scheichs zu rauben. Als Olsen sie jedoch später zurück zu Holm-Hansen bringen will, um ihn damit zu erpressen, enthält die Tasche statt der Diamanten nur wertlosen Tand. Valborg hat die Juwelen „vorsorglich“ vertauscht und zu Hause gut versteckt. Zu allem Überfluss finden Egon, Kjell und Benny heraus, dass sie den Schrank, in dem die Juwelen aufbewahrt wurden, zum Trödler gebracht hat. Unterdessen wird das Biffen (Dummes Schwein) von Holm-Hansen beauftragt, für Egons endgültiges Verschwinden zu Sorgen. Benny und Kjell brechen mit Egon, der mittlerweile den Verstand verloren hat, zu dem besagten Trödler auf. Während es ihnen gelingt, die echten Juwelen wiederzubeschaffen, wird Egon von Biffen entführt. In letzter Sekunde können ihn Kjell und Benny noch retten und Biffen ausschalten.
Egon hat natürlich sofort einen neuen Plan: Kjell und Benny verkleiden sich als Polizisten und gehen mit Egon als angeblichem „Delinquenten“, der gegen Holm-Hansen ausgesagt hat, zu selbigem. Während Holm-Hansen von Benny „verhört“ wird, kann Egon unbemerkt seinen Tresor knacken und die drei Koffer mit den 70 Millionen Kronen herausholen. Als die Olsenbande mit diesen verschwindet, ruft Holm-Hansen die Polizei. Diese entdeckt jedoch in Holm-Hansens Tresor die lang gesuchten Bedford-Diamanten in Kjells Hebammentasche, so dass Holm-Hansen von Hermansen verhaftet wird. Unterdessen macht sich die Olsenbande auf zum Osloer Flughafen, um endlich Norwegen wieder für immer zu verlassen können. Egon, Benny, Kjell, Valborg und Basse können nun wohlbehalten und um 70 Millionen Kronen reicher nach Mallorca zurückkehren.

## Kritiken
„Insgesamt unterhaltend - Knut Anderson hatte die Regie übernommen und es ihm gelungen, zwar nicht gerade auf Höhen der Eleganz und des Humors zu erreichen, aber immerhin die Fäden zusammenzuhalten und zu einem teilweise unterhaltenden Film zu machen. Es gibt keine großartigen Höhepunkte, aber viel Anlass zum Schmunzeln, falls man bereit ist, sich auf den recht volkstümlichen Humor dieser Olsen-Filme einzulassen. Das Drehbuch ist wie üblich dünn, aber die Herren Arve Opsahl, Carsten Byhring und Sverre Holm spielen routiniert.“

„Tatsächlich ein Vergnügen! - Gottseidank:. endlich ein Olsenbanden-Film, der es - nach vielen Versuchen - schafft, ein wenig zu unterhalten. Auch wenn das Ambitionsniveau der Urheber  wie üblich nicht allerhöchste ist. ( ... ) Die Tatsache, dass Knut Andersen die „Verbrecherlaufbahn“ beschritten hat, brachte rein visuell eine erfreuliche Frische und Ideenfülle mit sich. Verschwunden ist, die schlaffe, unbewegliche Kamera und das scheußliche Zoomen - stattdessen ist da nun wirklich Drive. ( ... ) Natürlich ist das Drehbuch eigentlich reines Kinderspiel, natürlich sind viele der Situationen abgedroschen  und dumm - aber wenn das Ganze vonseiten des Regisseurs etwas großzügiger behandelt und mit einer Prise Ironie gepfeffert wird, ist man gerne bereit, darüber hinwegzusehen. Ich hatte nie geglaubt, dass ich jemals imstande sein würde, so etwas zu schreiben, aber ich schreibe ich es: Diesmal haben mir die Streiche der tatsächlich Vergnügen gemacht!“

## Trivia
- Die Touristin, die am Anfang des Films Kjell nachstellt, ist Carsten Byhrings Ehefrau Bjørg Byhring. Aud Schønemanns Ehemann Jan Pande-Rolfsen hatte in den Mallorca-Szenen ebenfalls eine kleine Rolle als Schweine-Hansen (Grise-Hansen).
- Einige Szenen wurden in der Schweiz gedreht (Feldbach und Herrliberg); wie unter anderem die Villa, aus deren Tresor Egon die Diamanten holt. An den gleichen Orten wurden auch die ähnlichen Szenen mit der dänischen Olsenbande gedreht.
- Die beiden Dänen, der Schauspieler Freddy Koch (Verbindungsmann aus der Schweiz, Hr. Ziegelhofer) und der Filmproduzent Bo Christensen (deutscher Diplomat) treten bei beiden Banden auf, der dänischen und norwegischen Olsenbande. Dasselbe gilt auch für spanischen Schauspielerbrüder Andres López und Pablo López, als Darsteller der spanischen Polizisten und Stierkämpfer und als die Verehrer von Kjelds/Kjells Frau Yvonne bzw. Valborg.
- Die Darsteller der Olsenbande in den norwegischen Remakes, Arve Opsahl, Sverre Holm und Carsten Byhring, hatten einen Gastauftritt als betrunkene Touristen in der dänischen Vorlage Der (voraussichtlich) letzte Streich der Olsenbande.
- Die Vorlage der (Der voraussichtlich) letzte Streich der Olsenbande (Olsen-bandens sidste bedrifter) sollte eigentlich den Abschluss der Olsenbande-Reihe bilden und ist auch so konzipiert; allerdings entstand schon ein Jahr später der nächste Teil Die Olsenbande stellt die Weichen. Zu dem Zeitpunkt, als die norwegische Neuverfilmung Olsenbandens siste bedrifter begonnen wurde, war aber schon klar, dass man in Dänemark mit der Olsenbande weitermachen will, was man in Norwegen entsprechend beachtete.
- Erstmals wird mit diesen Film die Rolle des Biffen (Dummes Schwein) in die norwegische Olsenbande eingeführt. Bei diesem Film wird die Rolle noch durch den norwegischen Schauspieler Torgils Moe verkörpert, der eine ähnliche Statur wie Over Verner Hansen hat. Bei allen weiteren norwegischen Olsenbandenfilmen wird die Rolle dann ausschließlich von Ove Verner Hansen übernommen – wie in der dänischen Olsenbande.